# Kristian IV-stil
Kristian IV-stil kallas den danska byggnadsstil som utvecklades under första hälften av 1600-talet, inspirerad av holländsk renässansarkitektur och påverkad av Kristian IV:s personliga intressen för gamla danska byggnadstraditioner. Utmärkande drag är tegelmurar med sandstensornament.